# Matt Anoa'i
Matthew Tapunu'u "Matt" Anoaʻi  (San Francisco, California; 7 de abril de 1970-Pensacola, Florida; 17 de abril de 2017) fue un luchador profesional estadounidense, más conocido por su tiempo en los circuitos independientes bajo varios nombres artísticos. Compitió bajo el nombre artístico de Rosey al tiempo en que trabajó en World Wrestling Entertainment (WWE). Era el hermano de Joe Anoa'i, artísticamente conocido como Roman Reigns .
Entre sus logros como luchador se destaca un reinado como Campeón Mundial en Parejas de WWE, un reinado como Campeón Mundial en Parejas de WWC y tres reinados como Campeón en Parejas del Sur de MCW.

## Inicios
Matt es parte de la familia Anoaʻi. Fue hijo del luchador profesional Sika Anoaʻi, quien compitió como uno de los Wild Samoans. Su hermano menor, Joe Anoa'i, quien se inició en el fútbol americano como jugador defensivo para los Georgia Tech Yellow Jackets, ahora luchador profesional que trabaja actualmente en la WWE bajo el nombre artístico Roman Reigns. Su padre y tío fueron inducidos en el Salón de la Fama de la WWE de 2007, siendo Matt uno de los que indujeron a los Wild Samoans. Fue primo del también luchador profesional y estrella de cine, Dwayne "The Rock" Johnson. Entre otros de sus primos se encuentran Rikishi, Tonga Kid, Yokozuna y Umaga.

## Carrera

### Entrenamiento y primeros logros
Anoa'i entrenó con su primo Eddie Fatu en la escuela de lucha libre profesional Wild Samoan, manejada por miembros de su familia. Cuando finalizaron su entrenamiento, ambos debutaron en la promoción de su tío Afa, la World Xtreme Wrestling (WXW). Luego de un tiempo luchó en parejas junto a Samu, como los Samoan Gangsta Party, usando el nombre de ring Mack Daddy Kane. Estuvieron en la ECW en el verano de 1996, teniendo un feudo con The Gangstas. Realizaron una aparición en la ECW en el verano de 1996, rivalizando con varios otros equipos, incluyendo a The Gangstas, así como a los Eliminators y a los Bruise Brothers, luchando además en contra de Axl Rotten y Hack Meyers en el evento Hardcore Heaven en junio de 1996. Hizo su retorno a la WXW en 1997, en donde Anoa'i consiguió ganar en dos ocasiones el Campeonato en Parejas de la WXW, como una mitad de los Samoan Gangstas junto a su primo L.A. Smooth. Consiguieron los títulos al derrotar a los Love Connection para conseguir su primer reinado el 24 de mayo, y a Mad Russian y Russian Eliminator el 17 de septiembre para su segundo reinado. Matt también compitió en la World Wrestling Council (WWC) promoción de lucha que se desarrolla en Puerto Rico en 1997, logrando ganar el Campeonato Mundial en Parejas de la WWC junto a Tahití como The Islanders el 22 de junio de dicho año.
En junio de 2001, emigró a Japón para luchar en la empresa Frontier Martial-Arts Wrestling (FMW), donde usaría el nombre de Matty Samu, hizo equipo con Fatu para derrotar a Hideki Hosaka y Yoshinori Sasaki ganando el FMW Hardcore Tag Team Championship. Anoa'i junto a Fatu, firmaron un contrato para luchar en el territorio en desarrollo de la World Wrestling Entertainment (WWE), siendo asignados a la Heartland Wrestling Association (HWA), adoptando el nombre de parejas The Island Boyz, y con Anoa'i utilizando el nombre artístico Kimo. Ambos consiguieron ganar el Campeonato en Parejas de la HWA en noviembre de 2001, al derrotar a Evan Karagias y Shannon Moore. Ambos compitieron en la Memphis Championship Wrestling (MCW), logrando conseguir los Campeonatos en Parejas Sureño de la MCW en tres ocasiones.

### World Wrestling Entertainment (2002-2006)

#### 2002

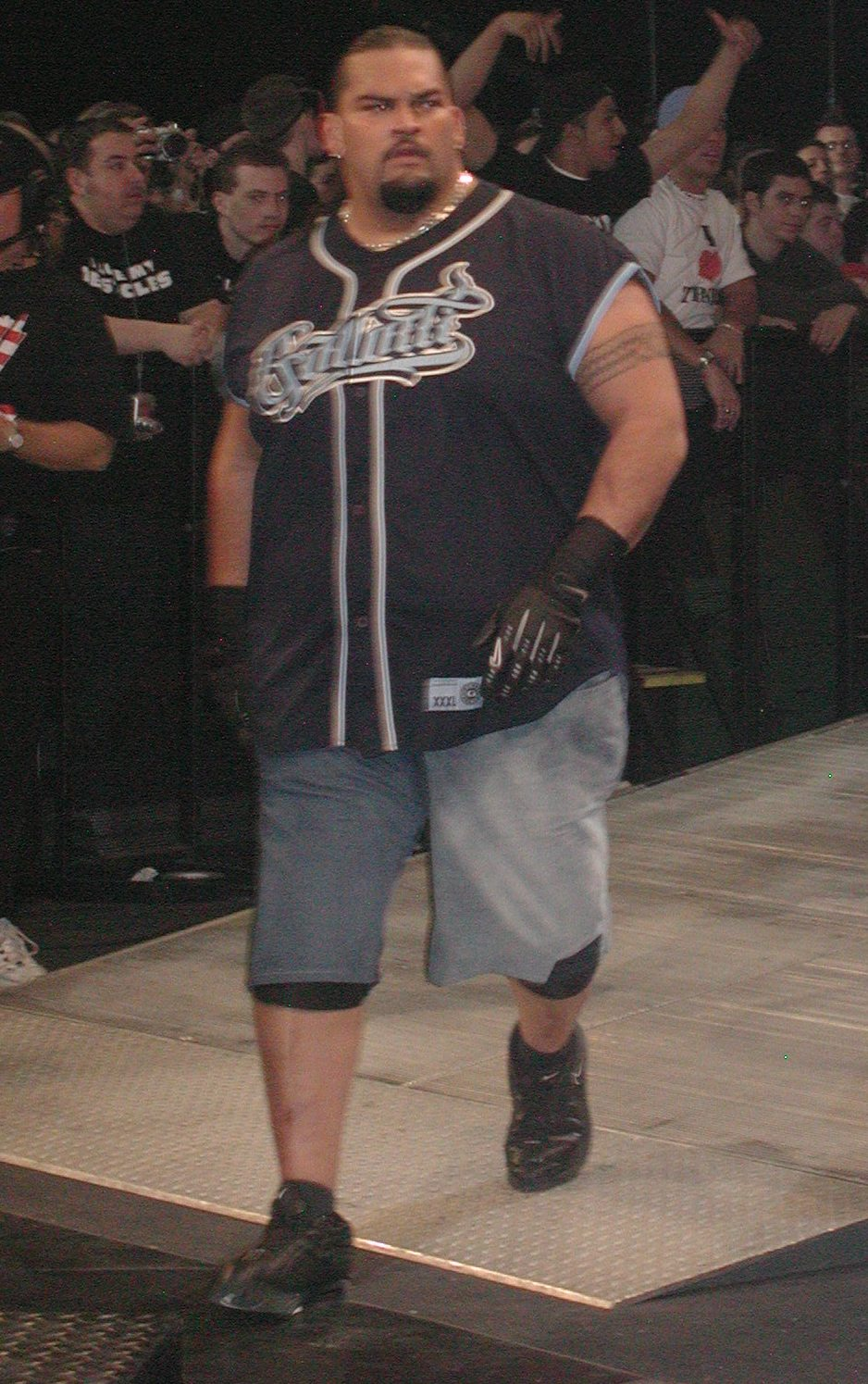
Matt como Rosey siendo parte de 3-Minute Warning.

Anoa'i hizo su debut en el plantel principal de la WWE el 22 de julio de 2002, cambiando su nombre artístico a Rosey, mientras que Ekmo cambió su nombre artístico a Jamal, quienes debutaron como 3-Minute Warning, como un par de salvajes villanos en Raw. El nombre Rosey fue inspirado de Rosey Grier, un jugador de fútbol americano. Fueron contratados (Kayfabe) por Eric Bischoff, quienes atacaban a luchadores al azar cada semana. Atacaron a numerosos luchadores bajo las órdenes de Bischoff, incluyendo a D'Lo Brown y Shawn Stasiak. También atacaron a personas que no eran luchadores, incluyendo a la anunciadora de ring Lilian García y al luchador retirado Jimmy Snuka, Mae Young y The Fabulous Moolah. El momento más reconocido fue cuando atacaron a un par de lesbianas, el cual sería recordado por Anoa'i como el momento más memorable del 3-Minute Warning.
En septiembre, 3-Minute Warning inició un feudo con Billy y Chuck, interfiriendo en su ceremonia de compromiso (Storyline), derrotándolos en el evento Unforgiven. Rico, Billy y Chuck antiguo mánager, también comenzaron a manejar a 3-Minute Warning durante ese tiempo. Compiten regularmente en Raw en la división en parejas hasta junio de 2003, cuando Jamal liberado de su contrato por la WWE.

#### 2003 - 2006
Luego en 2003, The Hurricane "descubrió" un potencial en Rosey, como el de un Superhéroe, bautizado como "Rosey, el superhéroe en entrenamiento" (the S.H.I.T.). Rosey se envolvió en numerosos segmentos en el que se veía entrenando para ser un superhéroe, incluyendo uno en el que ayudaba a una anciana a cruzar la calle y disfrazándose dentro de una cabina telefónica. Rosey y The Hurricane hicieron equipos para luchar juntos, luchando en contra de equipos como Chris Jericho y Christian o Evolution. El 19 de julio de 2004 en Raw, Rosey apareció con un nuevo disfraz, aparentando ya su graduación de su entrenamiento de superhéroe, cambiando a face.
El 1 de mayo de 2005 en el evento Backlash, Rosey y Hurricane derrotaron a La Résistance en las finales de un torneo para ganar los Campeonatos Mundiales en Parejas. A ellos se les unió por un corto tiempo Stacy Keibler (por quien se refirieron como Super Stacy), quien fue trasladada desde el bando de Raw al de SmackDown!. El 5 de septiembre de 2005, Rosey y The Hurricane fueron derrotados por Lance Cade y Trevor Murdoch, durante el debut de los ganadores en Raw. Esta lucha les consiguió una oportunidad titular para el evento Unforgiven. Durante la lucha titular, Murdoch le propinó un DDT a Hurricane fuera del ring, provocando una lesión en su cabeza (Storyline), permitiendo a Cade y Murdoch ganar los títulos.
La pérdida de los títulos marcó eventualmente al fin del equipo con Hurricane, perdiendo lucha tras lucha por la lesión en su cabeza. El 17 de octubre de 2005 en Raw, Hurricane fue atacado por Kurt Angle por orden de Vince McMahon. Luego de un montaje el cual revivió el ataque, Hurricane se despojó de su máscara para luego atacar a Rosey (quien había llegado al ring para ayudarlo). La siguiente semana, Hurricane no se presentó para enfrentarse ante los Campeones en Parejas, dejando solo a Rosey para enfrentar a Cade y Murdoch. Durante la lucha, The Hurricane (sin su disfraz) apareció desde el escenario hasta la rampa, presentándose con el nombre de Gregory Helms mientras observaba a Rosey quien terminó por recibir el conteo de tres. Luego de la lucha, Helms anunció que estaba harto de entretener al público. El 7 de noviembre de 2005, Rosey perdió ante Helms en su primer combate luego de su separación.
Al poco de terminar su rivalidad, Jamal fue recontratado por la WWE y junto a Rosey se programó una reunión como los 3-Minute Warning. Tuvieron su primera lucha juntos en un Dark Match el 9 de enero de 2006 en Raw. Sin embargo, el 21 de marzo de 2006, Rosey fue liberado de su contrato por la WWE, y el retorno de 3-Minute Warning nunca se vio por televisión.

### Japón y Circuitos Independientes

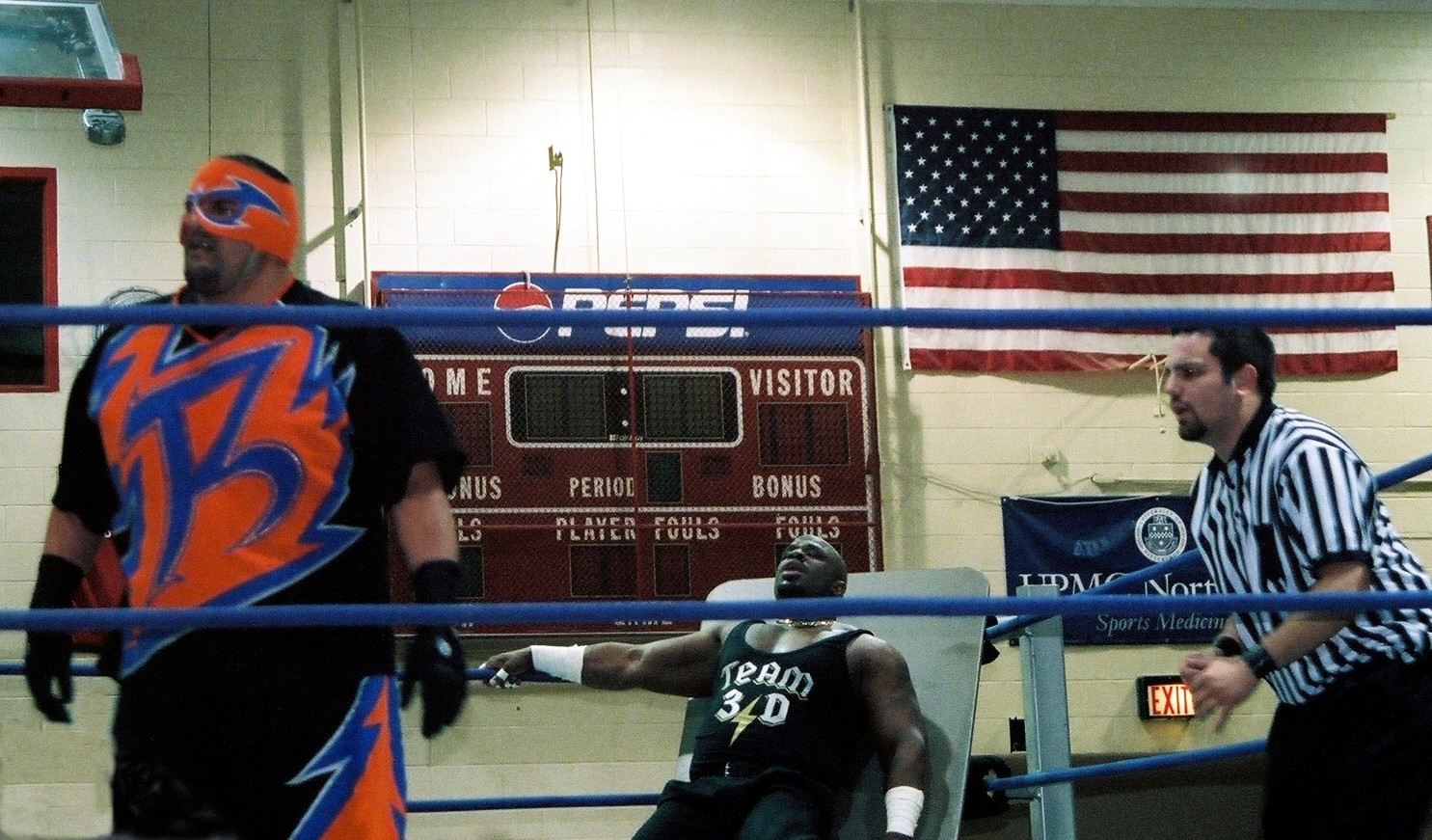
Matt como Rosey luchando contra Brother Devon en 2006.

Anoa'i comenzó a competir para la All Japan Pro Wrestling (AJPW) en 2006, usando el nombre de RO-Z. Hizo equipo con Suwama para competir en la Liga en Parejas de Fuerza y Determinación de 2006, quienes llegaron a las finales, siendo derrotados por Satoshi Kojima y Hiroyoshi Tenzan. Continuaron compitiendo juntos durante el 2007, como en el January 4 Dome Show desde el Tokio Dome, donde hicieron equipos incluyendo al mismo Suwama, Taru y Giant Bernard para derrotar a Riki Choshu, Manabu Nakanishi, Takashi Iizuka, y a Naofumi Yamamoto. Anoa'i participó en el AJPW 2007 Champion Carnival tournament en el Block B, pero terminó con solo dos puntos en la serie, con el último puesto del Block B. Durante el 2006 y 2007, también compitió para numerosas promociones independientes, incluyendo a Great Championship Wrestling, BAW Championship Wrestling, y la Appalachian Wrestling Federation.
Luchó en un Dark Match siendo nombrado por su nombre real por la WWE el 20 de agosto de 2007, antes del inicio de un episodio de Raw, siendo derrotado por Johnny Jeter. Al día siguiente en las grabaciones de SmackDown el 21 de agosto, en donde nuevamente derrotado por Jeter. Anoa'i comenzó a luchar en el territorio en desarrollo de la WWE, Ohio Valley Wrestling (OVW) en septiembre de 2007, aunque no estuvo bajo contrato por la WWE. Luchó en varias ocasiones en luchas en parejas junto a Afa, Jr. como Sons of Samoa, antes de abandonar la empresa. Hizo su retorno al circuito independiente, compitiendo para compañías tales como la EWF, donde se mantuvo regularmente. El 31 de octubre de 2009, Anoa'i (luchando bajo el nombre de Rosie – superhéroe en entrenamiento) hizo su debut para la Dynamic Wrestling Alliance derrotando a «Sexy» Sean Casey en el evento DWA's Monster Ball desde Cincinnati, el cual se convirtió en el primer evento televisado de la promoción.

## Vida personal
Anoa'i' era hijo del retirado luchador profesional, el samoano Sika Anoaʻi. Su hermano fue Joe Anoa'i, más conocido como Roman Reigns en la WWE. La esposa de Anoa'i es Mandy Vandeberg, proveniente de Mason, Ohio. Junto a su esposa tuvo dos hijos, Jordan Iles y Koa Rodney Anoa'i, y otra llamada Madison Alani Anoa'i. Fuera de la lucha libre, Anoa'i manejaba un restaurante llamado Island Boi BBQ. En enero de 2014, Anoa'i fue hospitalizado por una insuficiencia cardíaca congestiva y fibrilación auricular. Falleció diez días después de su cumpleaños número 47 en su casa de Pensacola, Florida el 17 de abril de 2017. La causa de su muerte fue asociada con sus problemas de sobrepeso.

## En lucha
- Movimientos finales
  - Super Hero Slam[2] (Swinging sitout side slam)[4][17]
  - Samoan Piledriver[4] (Over the shoulder sitout belly to belly piledriver) - 1995-2007
  - RO'Z Sault[4] (Split-legged moonsault)[4][18]
  - Big splash,[19] a veces desde una posición elevada[20]
  - Second rope diving leg drop[21] - 2005-2007

- Movimientos de firma
  - Back body drop
  - Bearhug[21]
  - Chokeslam[4] - 1996-2002, 2006-presente
  - Corner body avalanche[21]
  - Corner slingshot splash[22] - 2006-2007
  - Hip toss[18]
  - Running clothesline[18][21]
  - Running discus leg drop[2]
  - Running hip attack a un oponente arrinconado
  - Samoan drop[2]
  - Savate kick
  - Scoop slam[21]
  - Second rope diving crossbody[23]
  - Second rope springboard moonsault
  - Shoulder block[18]
  - Spinning side slam

- Mánagers
  - Theodore Long
  - Rico[24]
  - Haku[1]
  - Super Stacy
  - Eric Bischoff
  - TARU

- Apodos
  - "The S.H.I.T. (Super Hero in Training)"[1][25]

## Campeonatos y logros
- Extreme Wrestling Federation
  - EWF Tag Team Championship (1 vez) – con Super Pacman Jackson

- Frontier Martial-Arts Wrestling / World Entertainment Wrestling
  - FMW Hardcore Tag Team Championship (1 vez) – con Jamal

- Heartland Wrestling Association
  - HWA Tag Team Championship (1 vez) – con Ekmo

- International World Class Championship Wrestling
  - IWCCW Tag Team Championship (1 vez) – con Sammy the Silk

- Memphis Championship Wrestling
  - MCW Southern Tag Team Championship (3 veces) – con Ekmo

- World Wrestling Council
  - WWC World Tag Team Championship (1 vez) – con Islander Tahití

- World Wrestling Entertainment
  - World Tag Team Championship (1 vez) – con The Hurricane

- World Xtreme Wrestling
  - WXW Tag Team Championship (2 veces) – con L.A. Smooth

- Wrestling Observer Newsletter awards
  - WON Peor equipo (2002) - con Jamal